# Lophostola atridisca
Lophostola atridisca är en fjärilsart som beskrevs av W. Warren 1897. Lophostola atridisca ingår i släktet Lophostola och familjen mätare. Inga underarter finns listade i Catalogue of Life.